# Bernard d'Anduze (évêque de Nîmes)
Pour les articles homonymes, voir Bernard d'Anduze.
Bernard, dit d'Anduze/Anduse, mort au plus tard en 987, est un évêque de Nîmes de la seconde partie du Xe siècle, sous le nom de Bernard II. Il semble appartenir à la Maison d'Anduze.

## Biographie

### Origines
Les origines de Bernard ne sont pas précisément connues. Selon la tradition, il est rattaché à la maison d'Anduze (notice du Gallia Christiana, 1730 ; Histoire générale de Languedoc, 1730, col. LXXXI ; Ménard (1744)).
La filiation des premiers membres de la famille d'Anduze n'étant pas connue, sa famille fait l'objet d'hypothèses.

Ménard (1744) avançait qu'il a un frère, Pierre, qui serait le chef de famille.
Les auteurs de l’Histoire générale de Languedoc (col. LXXXI, à propos d'un plaid s'étant tenu à Nîmes et daté de 971 (voir ci-après) dans lequel intervenait Bernard, mentionnaient deux frères, le vicomte Séguin et Bernard,. Selon eux, ce Bernard serait à l'origine de la famille d'Anduze, concluant que Bernard, l'évêque pourrait être leur oncle.
Pour Christian Settipani (2004), reprenant les travaux du chartiste Jérôme Belmon (1991), Bernard serait le frère d'un seigneur d'Anduze, l'historien avançant le nom de Fredelon (mort ap.957). Selon la généalogie proposée, il pourrait avoir comme père Raimond/Raymond, fils de Fredelon et Oda,. Fredelon serait, selon les hypothèses de Belmon (1991), le fondateur de la branche des sires d'Anduze.

### Épiscopat
Le catalogue épiscopal, donné notamment par le site Internet du diocèse de Nîmes, considère qu'il monte sur le trône épiscopal de Nîmes en 947 (le Gallia Christiana donnait 949). 
L’épiscopat était souvent considéré comme le patrimoine de quelques familles puissantes dans un pays ; c’est ce que l'on observe pour Nîmes où le siège épiscopal est occupé, à partir du milieu du Xe siècle, par des fidèles des comtes raimondins et les ancêtres des Trencavel. Ces fidèles sont les Anduze. Dans le catalogue épiscopal, Bernard d'Anduze est placé entre les évêques Bégon et Frotaire Ier, fils de Bernard Aton I, vicomte d'Albi et de Nîmes,. Viendront ensuite Géraud d'Anduze, fils du Seigneur d’Anduze et de Sauve, puis Frotaire II, fils d’Aton, vicomte de Nîmes,.
En 961, Raymond, comte de Rouergue et marquis de Gothie, fait par testament, des dons à dix-huit cathédrales, dont Uzès et Nîmes. Son fils, Raymond II, avec sa mère, Berthe d'Arles, confirment ces dons et donnent à l'église de Notre-Dame, où Bernard préside, un alleu situé dans le comté de Nîmes dans le territoire d'Aimargues et Teillan sur le littoral.
Le 7 juillet 971, il participe à un plaid où il juge un procès entre ce même Raymond II et Ameil (Amelius), évêque d'Agde, qui étaient en conflit pour la possession de l'église de Saint-Martin et plusieurs villages dans le comté d'Agde. Les juges, dont Bernard, concluent en faveur d’Amelius,.
En 985, il augmente les biens de son église. Ainsi, l’archevêque d'Arles lui cède, pour 300 sols, l’alleu de Saint-Étienne, dans le comté d'Uzès, et l'église Saint-Cézaire de Gauzignan,.
Bernard meurt au plus tard en 987, selon les dates retenues pour son épiscopat. Le Gallia Christiana (1730) plaçait sa mort en 986, tandis que Ménart (1744) donnait la date du 2 mars 986.